# Ancognatha rugulosa
Ancognatha rugulosa är en skalbaggsart som beskrevs av S. Endrödi 1966. Ancognatha rugulosa ingår i släktet Ancognatha och familjen Dynastidae. Inga underarter finns listade i Catalogue of Life.